# Augmented Satellite Launch Vehicle
Augmented Satellite Launch Vehicle (ASLV) var en Indisk rymdraket. Raketen utvecklades av Indian Space Research Organisation. Första uppskjutningen gjordes den 24 mars 1987.
Raketen bestod av fem steg, alla drevs av fast bränsle. Totalt sköts raketen upp fyra gånger. Den sista uppskjutningen gjordes den 4 maj 1994.